# Onnaing

Onnaing este o comună în departamentul Nord, Franța. În 1 ianuarie 2022 avea o populație de 8.567 de locuitori.